# كورديل هل
كورديل هل (بالإنجليزية: Cordell Hull)‏ هو شخصية سياسية أمريكية من ولاية تينيسي ولد في 2 أكتوبر 1871 وتوفي في 23 جويلية 1955. شغل منصب وزير الخارجية الأمريكي بين 1933 و 1944 وذلك خلال رئاسة فرانكلين روزفلت خلال معظم سنوات الحرب العالمية الثانية، ومدة خدمته التي امتدت 11 عاما هي الأطول بين وزراء الخارجية الأمريكيين. تحصل سنة 1945 على جائزة نوبل للسلام وذلك لعمله على إنشاء منظمة الأمم المتحدة. وقال عنه الرئيس روزفلت أنه «أب الأمم المتحدة».
ولد هل في بلدة أوليمبوس في تينيسي (وهي الآن مدينة أشباح)، وبدأ عمله في القانون بعد تخرجه من كلية كمبرلاند للقانون. فاز في انتخابات مجلس نواب تينيسي وخدم في كوبا خلال الحرب الإسبانية الأمريكية. ومثل تينيسي في مجلس النواب الأمريكي من عام 1907 إلى 1921 ومن عام 1923 إلى 1931. وكان هل عضوا في لجنة أساليب ووسائل المجلس، وساعد في إقرار قانون الإيرادات لعام 1913 وقانون الإيرادات لعام 1916، الذي وضع ضريبة الدخل الفدرالية وضريبة العقارات الفدرالية. شغل منصب رئيس اللجنة الوطنية الديمقراطية من 1921 إلى 1924 وكان مرشحا للرئاسة في المؤتمر الوطني الديمقراطي لعام 1928.

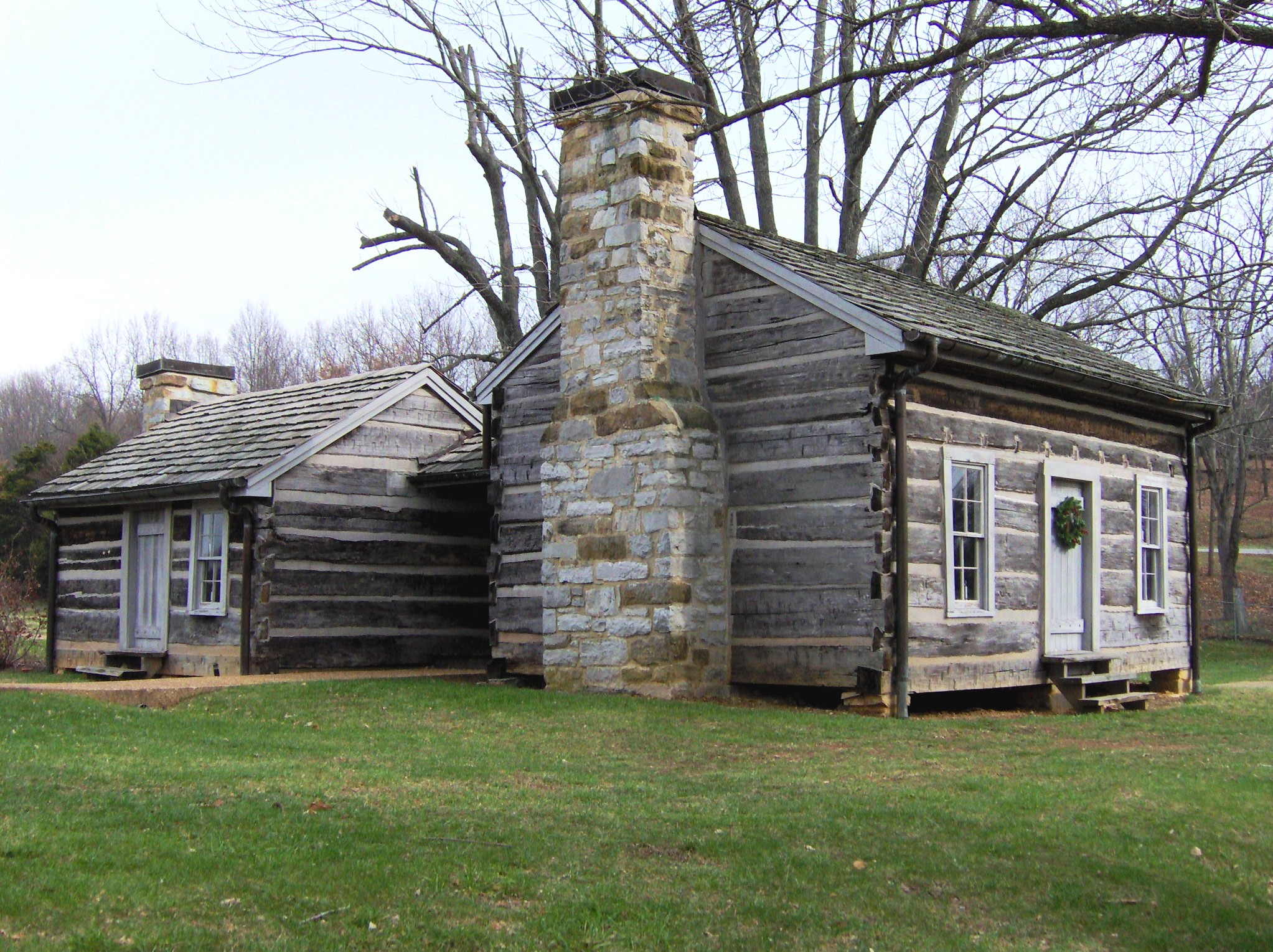
منزل طفولة كورديل هال في أوليمبوس ، تينيسي

فاز هول بانتخابات مجلس الشيوخ في عام 1930، لكنه استقال من مجلس الشيوخ في عام 1933 ليصبح وزير الخارجية. اتبع روزفلت وهول سياسة حسن الجوار التي سعت إلى تجنب تدخل الولايات المتحدة في شؤون أمريكا اللاتينية. ووضع مبدأ هال في أعقاب الإصلاحات الزراعية المكسيكية، كوسيلة لتعويض المستثمرين الأجانب في أعقاب عمليات التأميم. في نوفمبر 1941، قدم مذكرة هول إلى اليابان، وطالب بانسحاب اليابان من الهند الصينية الفرنسية والصين. في عام 1943، قام هال وموظفوه بصياغة الوثيقة التي أصبحت ميثاق الأمم المتحدة. استقال هل من منصب وزير الخارجية في عام 1944 بسبب تدهور صحته.

## روابط خارجية
- كورديل هل على موقع الموسوعة البريطانية (الإنجليزية)
- كورديل هل على موقع مونزينجر (الألمانية)
- كورديل هل على موقع إن إن دي بي (الإنجليزية)

| سبقه هنري ستيمسون | وزير خارجية الولايات المتحدة 1933-1944 | تبعه إدوارد ستيتنيوس |